# Internacional (álbum del Binomio de Oro)
Internacional es el decimosexto trabajo discográfico del Binomio de Oro grabado por Codiscos y publicado el 29 de noviembre de 1988. Sus mayores éxitos fueron Qué será de mí, Nuestra separación, Sé que te falté, Lo volviste a hacer, El último disgusto y Mosaico en vivo.

## Contenido
Las imágenes de este álbum se realizaron en los consecionarios J G de Bogotá, la cual representaba el modelo de la marca del automóvil Mercedes Benz.

## Canciones
1. Mosaico en vivo (La choza, El caserío, Se quemó la choza, El arbolito, Acuérdate)-(Alfredo Gutiérrez/Enrique Aguilar) 5:19
2. Sé que te falté (Esteban "Chiche" Ovalle) 3:55
3. La pareja ideal (Miguel Herrera) 5:08
4. Nuestra separación   (Fernando Meneses Romero) 4:06
5. El último disgusto (Hernán Urbina) 3:48
6. Qué será de mí (Efrén Calderón) 4:32
7. El hombre caribeño (Alberto Murgas) 4:39
8. Cómo adorarte menos (Roberto Calderón) 4:36
9. El pollo negro (Poncho Cotes Jr) 4:31
10. Lo volviste a hacer (Fabián Corrales) 3:47

- Datos: Q49835573